# Eutelia furcata
Eutelia furcata är en fjärilsart som beskrevs av Walker 1865. Eutelia furcata ingår i släktet Eutelia och familjen nattflyn. Inga underarter finns listade i Catalogue of Life.